# Volný bok

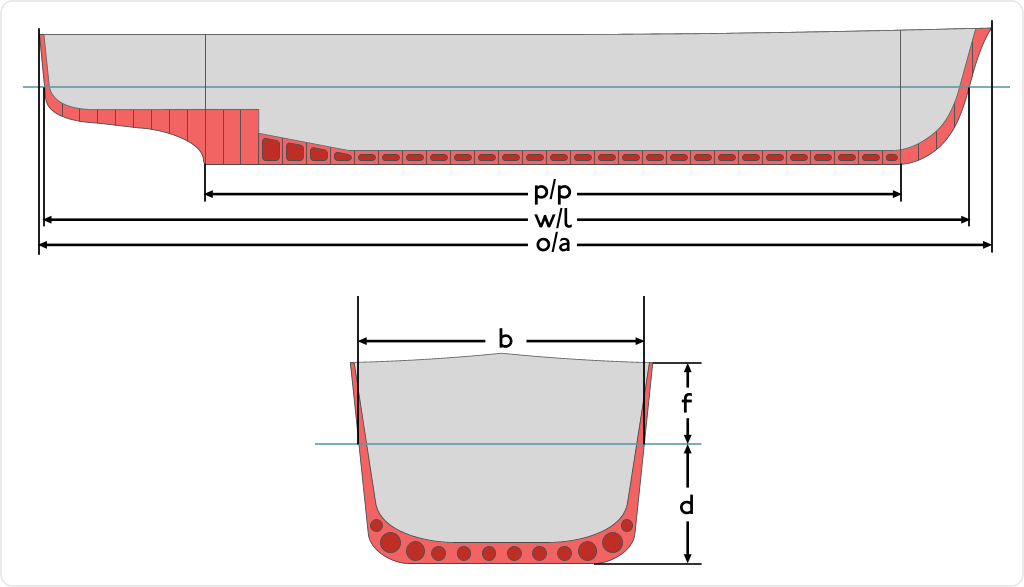
Lodní trup s vyznačenými základními rozměry:
p/p – délka mezi svislicemi
w/l – délka na vodorysce
o/a – celková délka
b – šířka na vodorysce
f – volný bok
d – ponor

Volný bok je vzdálenost mezi vodoryskou a úrovní horní paluby plavidla. Zpravidla se udává jako hodnota naměřená (či projektovaná) uprostřed trupu, či středolodí, ale mohou se uvádět i hodnoty volného boku na přídi a zádi.
Vysoký volný bok zvětšuje místo v podpalubí, ale také zvětšuje výtlak a zmenšuje stabilitu plavidla (protože přidává hmotnost do nadhladinové části).
Sečtením hodnot volného boku a ponoru se získá tzv. hloubka trupu. Rozdíl volného boku a volného boku na přídi je tzv. prošlup přídě a rozdíl volného boku a volného boku na zádi je tzv. prošlup zádě.